# Текстильщики (станція метро, Тагансько-Краснопресненська лінія)
«Текстильщики» (рос. Текстильщики) — станція Московського метрополітену Тагансько-Краснопресненської лінії. Розташована між станціями «Волгоградський проспект» і «Кузьминки» на території районів Текстильщики і Печатники Південно-Східного адміністративного округу.
Станція відкрита 31 грудня 1966 у складі черги «Вихіно» — «Таганська» (Жданівський радіус). Свою назву отримала по однойменній платформі Курського напрямку Московської залізниці. 
Частина перегону до станції «Волгоградський проспект», проходить на поверхні.

## Технічна характеристика
Конструкція станції — колонна трипрогінна мілкого закладення (глибина закладення — 13 м). Споруджена зі збірних конструкцій за типовим проектом. На станції два ряди колон по 40 штук в кожному, їх крок — 4 метри. 

## Оздоблення
Колійні стіни оздоблені червоним і блакитним стемалітом, який поміщений в комірчастий алюмінієвий каркас. Колони облицьовані сірим хвилястим мармуром. Підлогу викладено лабрадоритом і рожевим гранітом.

## Вестибюлі
Всього на станції два виходи: західний наземний засклений вестибюль і східний підземний вестибюль. Вихід із західного вестибюля здійснюється на Люблінську вулицю, Волгоградський проспект, Шосейну вулицю, Проектований проїзд № 3610, до платформи «Текстильщики» Московської залізниці, продуктового ринку «Печатники», автозаводу «Автофрамос» (колишній АЗЛК). Вихід зі східного вестибюля здійснюється на Люблінську вулицю, Волгоградський проспект, 1-шу, 7-му, 8-му, 10-ту і 11-ту вулиці Текстильщиків, Грайвороновську вулицю, 1-й і 2-й Саратовські проїзди, 1-й і 2-й Грайвороновські проїзди, Волзький бульвар, культурному центру «Москвич» (колишній ДК АЗЛК), стадіону «Москвич». На обох вестибюлях встановлені гермоворота.

## Пересадки
- Залізничну платформу  Текстильщики
- Текстильщики
- Автобуси: м77, м79, 54, 74, 159, 161, 228, 234, 350, 405, 438, 530, 650, 703, 725, с790, c799, 861, Вч, Вк, т27, т38, н5

## Колійний розвиток

Схема колійного розвитку станції «Текстильщики»

Станція з колійним розвитком — 4 стрілочних переводи, пошерсний з'їзд, 1 станційна колія для відстою та обороту рухомого складу і 1 запобіжний тупик.
Перегін «Волгоградський проспект» — «Текстильщики» (довжина — 3,5 км) — другий за довжиною у Московському метро. Частина цього перегону знаходиться на поверхні. На відкритій дільниці розташований тупик для відстою потягів і з'їзд між коліями.